# Klokhøjen Station
Klokhøjen Station er en letbanestation i Aarhus beliggende syd for forstaden Lisbjerg. Stationen består af to spor med hver sin sideliggende perron og ligger lige syd for, hvor letbanen krydser vejen Klokhøjen på en bro. Området omkring stationen er ubebygget, men der er etableret et Parker og Rejs-anlæg på den østlige side af stationen, mens områderne vest og nord for er udlagt til byudvikling. Derudover er der blevet anlagt en supercykelsti sammen og parallelt med letbanen.
Ved anlæggelsen af letbanen var det nødvendigt at etablere et længere forløb med broer og dæmninger gennem området. Begyndende fra syd anlagdes en 347 meter lang bro over Søftenvej og naturområdet Egådalen, en 69 meter lang bro over Djurslandmotorvejen og en 76 meter lang bro over Klokhøjen. Alle broer er mere end 15 meter brede, da de også skal benyttes af supercykelstien. Derudover er der blevet anlagt en sti og en faunapassage under letbanen nord for Klokhøjen. Endelig er Egåen blevet flyttet over et forløb på ca. 100 meter for at få bedre plads til bropillerne og for at forbedre de fysiske forhold for åen.
Strækningen mellem Universitetshospitalet og Lisbjerg, hvor stationen ligger, var forventet åbnet i december 2017. På grund af manglende sikkerhedsgodkendelse blev åbningen imidlertid udskudt på ubestemt tid. I stedet åbnede strækningen for driften 25. august 2018, efter at de nødvendige godkendelser forelå.